# 威特博物館

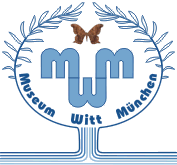
Museum Witt

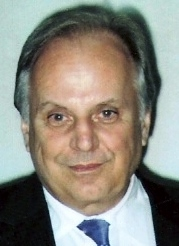
Thomas J. Witt

威特博物馆坐落在德国慕尼黑，是世界上最大的蛾类博物馆。
威特博物館是于1980年由汤姆斯·威特创建的，汤姆斯来自于曾经创建德国最早的邮购服装公司的威特家族。威特曾经收集了三百万只蛾类标本，2000年，博物馆加入到巴伐利亚州动物标本收集研究所，研究所为博物馆添加了七百万份标本，目前博物馆藏达到约一千万只来自世界各地的蛾类标本。博物馆还附设一个图书馆，并有全职科学家组成的科研队伍。